# سراج خیل
سراج خیل (به انگلیسی: Siraj Khel) یک روستا در پاکستان است که در ناحیه کرک واقع شده‌است.